# Rovine (Ivanjica)
Rovine (Servisch cyrillisch Ровине) is een plaats in de Servische gemeente Ivanjica. De plaats telt 109 inwoners (2002).